# ويندي تان وايت
ويندي تان وايت (بالإنجليزية: Wendy Tan White)‏ هي مسيرة أعمال بريطانية، ولدت في 1970 في سالفورد في المملكة المتحدة.